# Invariant de Seiberg-Witten
En mathématiques, les invariants de Seiberg-Witten sont des invariants importants des 4-variétés différentielles. Parmi leurs applications, il y a la preuve de la conjecture de Thom (de), l'inexistence de métriques de courbure scalaire positive, les décompositions en somme connexe, ou les structures symplectiques sur diverses 4-variétés. De plus, ils peuvent distinguer différentes structures différentielles sur les 4-variétés topologiques.

## Définition
Soit {\displaystyle M} une variété compacte et différentiable avec une métrique riemannienne et une structure spin Spinc {\displaystyle {\mathfrak {s}}} avec un faisceaux de spineurs associés {\displaystyle W^{\pm }} et un faisceau déterminant {\displaystyle L} .
Pour une 2-forme auto-duale générique {\displaystyle \eta }, l'espace {\displaystyle {\mathcal {M}}} des solutions des équations de Seiberg-Witten perturbées est une variété compacte et orientable de dimension
{\displaystyle i({\mathfrak {s}}):={\frac {1}{4}}(c_{1}(L)^{2}-2\chi (M)-3sign(M))} .
Le groupe de jauge {\displaystyle {\mathcal {G}}=Map(M,S^{1})} et son sous-groupe {\displaystyle {\mathcal {G}}_{0}=\left\{u\in {\mathcal {G}}\colon u(x_{0})=1\right\}} opèrent sur {\displaystyle {\mathcal {M}}}. L' espace quotient {\displaystyle {\mathcal {M}}/{\mathcal {G}}_{0}} est un {\displaystyle S^{1}} - faisceau de fibres principal sur {\displaystyle {\mathcal {M}}/{\mathcal {G}}} 
. Soit {\displaystyle e\in H^{2}({\mathcal {M}}/{\mathcal {G}};\mathbb {Z} )} sa classe d'Euler.
Si {\displaystyle b_{2}^{+}(M)-b_{1}(M)} est impair, alors la dimension de {\displaystyle {\mathcal {M}}} un nombre pair {\displaystyle i(L)=2d} . On définit alors
{\displaystyle SW(M,{\mathfrak {s}};g,\eta ):=\int _{\mathcal {M}}e^{d}}.
Pour {\displaystyle b_{2}^{+}(M)\geq 2}, cet invariant ne dépend pas de {\displaystyle g} et {\displaystyle \eta } et est appelé l'invariant de Seiberg-Witten {\displaystyle SW(M,{\mathfrak {s}})}.

## Propriétés
Dans ce qui suit,  {\displaystyle b_{2}^{+}(M)-b_{1}(M)} est impair et {\displaystyle b_{2}^{+}(M)\geq 2}. Une classe de cohomologie {\displaystyle c\in H^{2}(M;\mathbb {Z} )} est appelée classe de base si elle a une structure spinc {\displaystyle {\mathfrak {s}}} avec {\displaystyle c_{1}(L)=c} et {\displaystyle SW(M,{\mathfrak {s}})\not =0}.
- Si {\displaystyle f\colon M_{1}\to M_{2}} est un difféomorphisme préservant l'orientation, alors {\displaystyle SW(M_{1},f^{*}{\mathfrak {s}})=SW(M,{\mathfrak {s}})}.
- Pour chaque classe de base {\displaystyle c} on a {\displaystyle c\cdot c\geq 2\chi (M)+3sign(M)}.
- Pour la structure duale spinc {\displaystyle {\mathfrak {s}}^{*}}, on a {\displaystyle SW(M,{\mathfrak {s}}^{*})=(-1)^{\frac {\chi (M)+sign(M)}{4}}SW(M,{\mathfrak {s}})}.
- {\displaystyle M} n'a qu'un nombre fini de classes de base.
- Si {\displaystyle M} a une métrique de courbure scalaire positive, alors {\displaystyle SW(M,{\mathfrak {s}})=0} pour tous {\displaystyle {\mathfrak {s}}}.
- Si {\displaystyle M=X\sharp Y} pour des 4-variétés {\displaystyle X,Y} compactes, orientables et lisses avec {\displaystyle b_{2}^{+}>0}, alors {\displaystyle SW(M,{\mathfrak {s}})=0} pour tous {\displaystyle {\mathfrak {s}}}.
- Si {\displaystyle b_{1}(X)=b_{2}^{+}(X)=0} et si, pour une structure de spinc {\displaystyle {\mathfrak {s}}_{X}} avec {\displaystyle c_{1}=c_{X}}, on a l'inégalité {\displaystyle c\cdot c-2\chi (M)-3sign(M)+c_{X}\cdot c_{X}+b_{2}(X)\geq 0} alors  {\displaystyle SW(M,{\mathfrak {s}})=SW(M\sharp X,{\mathfrak {s}}\sharp {\mathfrak {s}}_{X})} .
- Pour une surface plongée, compacte et orientable {\displaystyle \Sigma \subset M} du genre {\displaystyle g(\Sigma )}, on a  {\displaystyle 2g(\Sigma )-2\geq \Sigma \cdot \Sigma +\vert c\cdot \Sigma \vert } pour chaque classe de base {\displaystyle c}.
- Si {\displaystyle M} est une variété symplectique avec une structure de spinc canonique {\displaystyle {\mathfrak {s}}_{can}}, alors {\displaystyle SW(M,{\mathfrak {s}}_{can})=1}.